# Matthews (Carolina del Nord)
Matthews è una città degli Stati Uniti d'America, situata nella Contea di Mecklenburg nello Stato della Carolina del Nord.